# Saint-Siméon (Quebec)
Saint-Siméon es un municipio canadiense situado en la provincia de Quebec.

## Superficie
Saint-Siméon tiene una superficie de 281,14 km².

## Demografía
En 2021, tenía 1139 habitantes, una densidad poblacional de 4,1 hab./km², y 713 viviendas.